# Loftus Glacier
Loftus Glacier är en glaciär i Antarktis. Den ligger i Östantarktis. Nya Zeeland gör anspråk på området. Loftus Glacier ligger 1 527 meter över havet.
Terrängen runt Loftus Glacier är kuperad åt nordväst, men åt sydost är den bergig. Loftus Glacier ligger uppe på en höjd. Trakten är obefolkad. Det finns inga samhällen i närheten.